# Orchestra Filarmonica di Seul
L'Orchestra Filarmonica di Seul (SPO) ( 서울시립교향악단 ?,  서울市立交響樂團?,  Seoul Sirip Gyohyang Akdan LR,  Sŏul Sirip Kyohyang Akdan MR) è un'orchestra coreana, con sede a Seul. Fondata nel 1948, è una delle orchestre più antiche della Corea del Sud. Il suo primo tour straniero avvenne in un viaggio del 1965 in Giappone, seguito da esibizioni nel sud-est asiatico nel 1977, negli Stati Uniti nel 1982, 1986 e 1996, un tour in Europa del 1988 prima delle Olimpiadi di Seul di quell'anno e una performance del 1997 a Pechino.

## Storia
Fondata nel gennaio 1948, l'Orchestra Filarmonica di Seul ha una storia più lunga di qualsiasi altra orchestra coreana. Nel febbraio del 1948 l'orchestra tenne il suo concerto di apertura, diretto da Seong-Tae Kim. Nell'ottobre dello stesso anno fu costituita la Società Filarmonica di Seul per dare supporto all'orchestra. La società pubblicò il mensile musicale Philharmony l'anno successivo. Dopo un concerto in abbonamento nella Seoul Civic Hall del 25 luglio 1950, l'orchestra dovette sospendere le sue attività a causa dello scoppio della guerra di Corea, ma riprese cinque mesi dopo con cinque esecuzioni sotto il nome di Orchestra Sinfonica Navale.
Nell'agosto 1957 il Seoul Metropolitan Council approvò "The Seoul Metropolitan Ordinances to Install a City-Run Orchestra" ("Le ordinanze metropolitane di Seul per l'installazione di un'orchestra gestita dalla città") l'Orchestra Sinfonica Navale divenne l'Orchestra Filarmonica di Seoul, la prima orchestra coreana finanziata da un governo. La cerimonia di inaugurazione dell'orchestra con tripli fiati si svolse nella camera del consiglio comunale. Saeng-Ryo Kim fu nominato primo direttore principale. Da allora l'SPO ha contribuito a far mettere radici alle sinfonie di Beethoven, Brahms, Mozart e Ciajkovskij come repertorio di base nella comunità musicale coreana. Attraverso questi concerti, musicisti coreani come Kyung-Sook Lee, Kun-Woo Paik, Kyung-Wha Chung, Dong-Suk Kang e Myung-Whun Chung hanno ottenuto un maggiore riconoscimento.
Con l'obiettivo di diventare una grande orchestra, l'Orchestra Filarmonica di Seul è stata rilanciata come fondazione incorporata il 1º giugno 2005 e ha nominato Myung-Whun Chung come direttore musicale (era stato Consigliere artistico nel 2005).
L'orchestra si concentra sull'interazione con la musica moderna. Secondo il Los Angeles Times, l'Orchestra Filarmonica di Seul "ha la reputazione di sostenere più musica nuova di qualsiasi altra grande orchestra asiatica". Ha adottato per la prima volta il sistema del compositore residente in Corea, quando è stato rilanciata come fondazione incorporata e ha accolto Unsuk Chin come primo compositore residente. Chin dal 2006 è fondatore e direttore di una serie di musiche moderne dal titolo Ars Nova, che ha caratterizzato direttori come Peter Eötvös, Kwamé Ryan, Thierry Fischer, Susanna Mälkki, François-Xavier Roth, Ilan Volkov, Baldur Brönnimann e Roland Kluttig, tra gli altri. Fino al 2011 la serie aveva presentato circa 100 anteprime coreane,  la metà delle quali erano anteprime asiatiche,  di opere di importanti compositori del XX e XXI secolo tra cui Anton von Webern, Igor Stravinsky, Olivier Messiaen, John Cage, Giacinto Scelsi, Witold Lutosławski, Iannis Xenakis, György Ligeti, Pierre Boulez e György Kurtág. Nel 2009 la serie ha collaborato con l'IRCAM, il centro di musica elettronica con sede a Parigi. Dal 2011 l'Orchestra Filarmonica di Seul ha commissionato o co-commissionato lavori orchestrali di compositori come Pascal Dusapin, Peter Eötvös, Tristan Murail e York Höller per la serie 'Ars Nova'. Inoltre sono state presentate in anteprima diverse commissioni dei maggiori compositori coreani.
L'orchestra ha firmato un contratto con la Deutsche Grammophon nel 2011 per pubblicare 10 album in cinque anni, la prima volta che un'orchestra asiatica ha firmato un contratto così lungo. Un CD ritratto con musica di Unsuk Chin è stato nominato per l'International Music Award e vincitore del BBC Music Magazine Award nella categoria Musica Contemporanea.
Myung-Whun Chung ha rassegnato le dimissioni a dicembre 2015. A settembre 2016 l'orchestra ha annunciato le nomine di Thierry Fischer come direttore principale ospite e di Markus Stenz come direttore in residenza, a partire da gennaio 2017, con contratti iniziali di 3 anni. Nell'aprile 2019 l'orchestra ha annunciato la nomina di Osmo Vänskä come direttore musicale, in vigore dal gennaio 2020, con un contratto iniziale di 3 anni.
Dal 2024 il direttore musicale è l'olandese Jaap van Zweden.

## Direttori

### Direttori principali
- Saeng-Ryeo Kim (1948–1961)
- Man-Bok Kim (1961–1969)
- Gyeong-Su Won (1970–1971)
- Jae-Dong Jeong (1974–1990)
- Eun-Seong Park (1990–991)
- Gyeong-Su Won (1994–1996)
- Mark Ermler (2000–2002)

### Direttori musicali
- Seung Kwak (2003)
- Chung Myung-whun (2005–2015)
- Osmo Vänskä (Direttore musicale designato, effettivo da gennaio 2020)
- Jaap van Zweden 2024 -

### Direttore in residenza
- Markus Stenz (2017–in carica)

### Direttore principale ospite
- Thierry Fischer (2017–in carica)

### Direttore a tempo pieno
- Jae-Dong Jeong (1971–1974)

### Supervisore artistico
- Seung Kwak (2002)

### Direttore associato
- Eun-Seong Park (1984–1989)
- Shi-Yeon Sung (2009–2013)
- Su-Yeol Choi (2014–2017)
- Wilson Ng (2019-in carica)

### Compositore in residenza
- Unsuk Chin (2006–2018, anche direttore artistico della serie Ars Nova)

## Presidenti
- Pal-seong Lee (2005–2008)
- Jooho Kim (2009–2012)
- Hyeon-Jeong Park (2013–2014)
- Heung-Sik Choi (2015–2018)
- Eun-Kyung Kang (2018–in carica)

## Incisioni
- Ahn Eak-tai: Symphonic Fantasia "Korea" (Excerpt) / Four Korean Folk Songs, direttore Jae-Dong Jeong, Sung-Eum Records LP 1983.
- Pëtr Il'ič Čajkovskij: Romeo e Giulietta, Marcia Slava / Franz Liszt: Les Préludes / Yoon-Joo Jeong: Gayageum Concerto theme by Hwang Byung-Ki (con Seung-Hi Yang), direttore Jae-Dong Jeong, Seoul Records LP/Compact Cassette 1987.
- César Franck: Sinfonia in re minore / Sergei Rachmaninoff: Concerto per pianoforte n. 2 (con Hye-Kyeong Lee), direttore Jae-Dong Jeong, SKC CD 1989.
- Edward Elgar: Salut d'Amour (version for orchestra) / Ermanno Wolf-Ferrari: First & Second Intermezzos da I gioielli della Madonna / Edvard Grieg: Solveig's Song da Peer Gynt / Wolfgang Amadeus Mozart: Andante da Divertimento K.136 (125a) / Bedřich Smetana: Dance of Comedians da La sposa venduta / George Enescu: Rapsodia rumena n. 2 / Wolfgang Amadeus Mozart: Menuetto da Sinfonia n. 39 / Pëtr Il'ič Čajkovskij: Andante cantabile da Quartetto d'archi n. 1 (versione per orchestra d'archi) / Edward Elgar: Allegro piacevole da Serenata per archi / Joseph Haydn: Allegro spiritoso da Sinfonia n. 83, direttore Gyeong-Su Won, Samsung Nices CD 1995. (Collezione Encore da concerti in abbonamento durante l'anno 1994)
- Max Bruch: Concerto per violino n. 1 (con Ho-Young Pi) / Antonín Dvořák: Concerto per violoncello (con Young-Hoon Song), direttore Chi-Yong Chung, Seoul Arts Center CD 2001.
- Ludwig van Beethoven: Sinfonie nn. 5 & 6, direttore Myung-whun Chung, Orchestra Filarmonica di Seul CD 2006.
- Johannes Brahms: Sinfonia n. 1 & Academic Festival Overture, direttore Myung-whun Chung, Orchestra Filarmonica di Seul CD 2007.
- Antonín Dvořák: Sinfonia n. 9, direttore Myung-whun Chung, Orchestra Filarmonica di Seul CD 2008.
- Igor Stravinsky: La sagra della primavera, direttore Myung-whun Chung, Orchestra Filarmonica di Seul CD 2009.
- Claude Debussy: La mer / Maurice Ravel: Ma mère l'oye & La valse, direttore Myung-whun Chung, Deutsche Grammophon 2011.
- Johannes Brahms: Sinfonia n. 2, direttore Myung-whun Chung, Universal Music Korea 2011. (as a bonus disk of 33-CDs boxset 'Myung-whun Chung: DG Recordings 1991-2010')
- Gustav Mahler: Sinfonia n. 1, direttore Myung-whun Chung, Deutsche Grammophon 2011.
- Gustav Mahler: Sinfonia n. 2 (con Myung Joo Lee, Petra Lang, National Chorus of Korea, Seoul Metropolitan Chorus, Seoul Motet Choir & Grande Opera Choir), direttore Myung-whun Chung, Deutsche Grammophon 2012.
- Pëtr Il'ič Čajkovskij: Sinfonia n. 6 / Sergei Rachmaninoff: Vocalise, direttore Myung-whun Chung, Deutsche Grammophon 2012.
- Ludwig van Beethoven: Concerto per pianoforte n. 5 (con Sunwook Kim) & Sinfonia n. 5, direttore Myung-whun Chung, Deutsche Grammophon 2013.
- Ludwig van Beethoven: Sinfonia n. 9 (con Kathleen Kim, Songmi Yang, Yosep Kang, Samuel Youn, National Chorus of Korea, Seoul Motet Choir & Anyang Civic Chorale), direttore Myung-whun Chung, Deutsche Grammophon 2013.
- Unsuk Chin: Concerto per pianoforte (con Sunwook Kim), Concerto per violoncello (con Alban Gerhardt) & Šu for sheng e orchestra (con Wu Wei), direttore Myung-whun Chung, Deutsche Grammophon 2014.
- Gustav Mahler: Sinfonia n. 9, direttore Myung-whun Chung, Deutsche Grammophon 2014.
- Gustav Mahler: Sinfonia n. 5, direttore Myung-whun Chung, Deutsche Grammophon 2015.
- Ludwig van Beethoven: Overture Leonore n. 3 / Camille Saint-Saëns: Sinfonia n. 3 / Seong-Hwan Choi: Arirang, direttore Myung-whun Chung, Deutsche Grammophon 2017. (dal concerto di apertura della Lotte Concert Hall, Seoul)